# Црква Светих цара Константина и царице Јелене у Куштици
Црква Светих цара Константина и царице Јелене у Куштици, насељеном месту на територији Општине Бујановац, православни је храм који припада Епархији врањској Српске православне цркве.
Црква посвећена Светим цару Константину и царици Јелени саграђена је 1928. године, на темељима старије цркве, коју је по предању подигла још царица Јелена. Такође, према предању, цркву је посетио Свети кнез Лазар са војском пред одлазак у бој на Косово, па се још од тада код ове светиње, осим храмовне славе, прославља и Видовдан.
Цркву је осветио тадашњи митрополит скопски, а касније патријарх српски Варнава (Росић).
У цркви се налази иконостас са 40 икона, које су дело иконописца Димитрија Андонова.
Благословом епископа врањског Пахомија, а трудом Црквеног одбора, 2012. године извршена је комплетна обнова цркве, 2014. обновљен је звоник, 2015. црквене зграде, а у току 2017. године урађени су трем испред цркве, тротоари, као и потпорни зидови.